# René Char
René Char (L'Illa de Veniça, Vaucluse, 14 de juny de 1907, París - 19 de febrer de 1988); poeta francès.

## Biografia
En acabar el batxillerat al liceu d'Avinyó, la seva família el va enviar a Marsella per estudiar ciències empresarials, estudis que va realitzar sense gran convicció. La publicació de la Capital del dolor (1926) de Paul Éluard va suposar una inspiració per la seva vocació poètica. El 1928 va publicar Cloches sur le coeur, una col·lecció de poemes que va destruir poc després. El 1929, va visitar París i va conèixer al grup surrealista de André Breton, René Crevel i Louis Aragon i el 1930 va signar el Segon manifest surrealista, així com pamflets que criticaven el colonialisme francès i defensaven el moviment revolucionari espanyol. Posteriorment va publicar Marxa lenta, en col·laboració amb Breton i Éluard. El 1934 va publicar Le marteau sans maître, El martell sense amo, d'estil surrealista i ric en imatges exuberants, poemes als quals va posar música Pierre Boulez en una peça que va ser interpretada per primera vegada el 1955.
Es va allunyar del Surrealisme amb Fora la nit és governada (1938). El 1939, després de la invasió de Polònia pels alemanys, va ser destinat a un regiment d'artilleria a Alsàcia. Després de quedar lliure del servei el 1940 es va unir a la resistència sota el nom de capità Alexandre, experiència que va reflectir en el poemari Sols romanen (1945) i Feuillets d'Hypnos, Les fulles de Hipnos (1946), un diari poètic dels anys de guerra. Va condemnar el comunisme el 1949. Furor i Misteri comprèn la seva poesia completa entre 1938 i 1947. Després va publicar Els Matinals, 1950). Va protestar contra la base d'armes atòmiques de l'Alta Provença el1966. El 1955 va conèixer a Martin Heidegger, amb qui va establir una bella i fructífera amistat.

## Obra

### Reculls poètics
- Arsenal, 1929
- Ralentir Travaux, 1930
- Artine, 1930
- Le Marteau sans maître, 1934
- Placard pour un chemin des Écoliers, 1937
- Seuls demeurent, 1945
- Le Poème pulvérisé, 1945
- Feuillets d'Hypnos, 1946
- Fureur et Mystère, 1948
- Le Soleil des eaux, 1949
- Les Matinaux, 1950
- L'Art bref suivi de Premières alluvions, 1950
- À une sérénité crispée, 1951
- Lettera Amorosa, 1952
- Le Rempart de brindilles, 1953[2]
- Recherche de la base et du sommet, 1955
- En trente-trois morceaux, 1956
- La Parole en archipel, 1952-1960, 1962
- Dans la pluie giboyeuse, 1968
- Le Nu perdu, 1971
- Aromates chasseurs, 1976
- Chants de la Balandrane, 1977
- Fenêtres dormantes et porte sur le toit, 1979
- Les Voisinages de Van Gogh, 1985
- Éloge d'une soupçonnée, 1988.

### Antologies
- René Char, Commune présence, Paris, Gallimard.
- René Char, Dans l'atelier du poète.

### Obres completes
- René Char, Œuvres complètes, Paris, Gallimard, «Bibliothèque de la Pléiade», 1983; édition revisada el 1995. Pròleg de Jean Roudaut.